# Gary Hoey
Gary Hoey (23 de agosto de 1960) es un guitarrista estadounidense. En 1988 audicionó para Ozzy Osbourne cuando Osbourne estaba buscando reemplazo para el guitarrista Jake E. Lee, sin embargo Zakk Wylde terminó quedándose con el puesto. En 1990 formó la banda Heavy Bones junto al cantante Joel Ellis, el bajista Rex Tennyson y el baterista Frankie Banali. La agrupación lanzó su álbum debut en 1992, pero se separó al poco tiempo.
En 1993 grabó un exitoso álbum llamado Animal Instinct, el cual incluía una versión de la canción "Hocus Pocus" de la banda Focus. Su más reciente trabajo discográfico, “Dust & Bones”, fue lanzado en el 2016. Ha grabado 20 álbumes y ha logrado ubicar 20 sencillos en las listas de éxitos de Billboard.

## Discografía
- Get A Grip (1991)
- Heavy Bones (1992)
- Animal Instinct (1993)
- Endless Summer II Soundtrack (1994)
- Gary Hoey (1995)
- Ho! Ho! Hoey (1995)
- Bug Alley (1996)
- Ho! Ho! Hoey II (1997)
- Hocus Pocus Live (1998)
- Money (1999)
- Ho! Ho! Hoey 3 (1999)
- Best Of Ho! Ho! Hoey (2001)
- Wake Up Call (2003)
- Ho! Ho! Hoey: The Complete Collection (2003)
- Best Of Gary Hoey (2004)
- Monster Surf (2005)
- American Made (2006)
- Utopia (2010)
- Deja Blues (2013)
- Dust & Bones (2016)